# Potez-CAMS 141
El Potez-CAMS 141 fue un hidrocanoa monoplano cuatrimotor de patrulla de largo alcance diseñado y construido por la compañía Chantiers Aéro-Maritimes de la Seine - CAMS, desde 1933 parte de la compañía Potez, para cumplir con los requisitos emitidos por el Almirantazgo de la Marine Nationale y, destinado a equipar a la Aeronavale. Solo se completó un único prototipo antes de que la invasión alemana de Francia detuviera la producción. Sin embargo, el prototipo sirvió operativamente desde bases en el norte de África y el Senegal francés hasta su retiro en 1943.

## Historia, desarrollo y diseño
La adquisición en 1933 por parte de la firma Avions Henry Potez de los Chantiers Aéro-Maritimes de la Seine - CAMS acrecentó el interés de la compañía por el desarrollo de aviones navales.
El 10 de mayo de 1935, el Almirantazgo francés emitió una especificación solicitando un nuevo Hydravion de croisière de 20 t. de peso para reemplazar a los vetustos hidrocanoas trimotores Breguet 521 Bizerte, - un desarrollo del Short S.8 Calcutta -. Los proyectos destinados a cumplir con los requisitos solicitados en dicha especificación incluyeron los diseños de las compañías Breguet Aviation (Breguet 710), Latécoère - SIDAL (Latécoère 611), Lioré et Olivier (LeO H-440) y Potez-CAMS (Potez-CAMS 141).
Se inició el diseño detallado y la construcción del prototipo en la factoría CAMS en Sartrouville durante la segunda mitad de 1936, y enviado a Caudebec-en-Caux , Normandía, para su montaje. Propulsado por cuatro motores lineales en V Hispano-Suiza 12Y-26/27 voló por primera vez el 21 de enero de 1938. Después de unas veinte horas de vuelo, se elevaron las quillas laterales de proa para mejorar el rendimiento hidrodinámico con cargas máximas y, en agosto de 1938, el Potez-CAMS 141 voló a la base aeronaval de Fréjus-St. Raphaël para realizar las pruebas oficiales.
Después de treinta horas de pruebas de vuelo en St. Raphaël, se retiraron los motores Hispano-Suiza 12Y-26/27 de 900 hp que usaban combustible de 87 octanos siendo reemplazados por motores Hispano-Suiza 12Y-36/37 de 960 hp que operaban con combustible de 100 octanos, pero, casi de inmediato se reinstalaron los motores originales. En el Potez-CAMS 141, como en los otros hidrocanoas construidos bajo las mismas especificaciones, se tenía la intención de montar un cañón automático Hotchkiss cal. 25 mm en la torreta dorsal, aunque esta arma nunca fue instalada. En la primavera de 1939, el prototipo fue nombrado Antarès por la Aeronavale. Se realizó un pedido de producción de cuatro aviones, más tarde complementado por una orden adicional por otros quince antes del comienzo de la II Guerra Mundial. 
La producción de los cascos comenzó en Le Havre y las alas se construyeron en la factoría Potez en Méaulte. Poco después de que comenzaran las hostilidades, se ordenó la producción ilimitada del Potez-CAMS 141, y se programó una tasa de entrega de dos hidrocanoas por mes para junio de 1940. Sin embargo, el 27 de abril de 1940, como resultado de la baja tasa de pérdidas de los hidrocanoas de largo alcance, el Almirantazgo francés solicitó que la producción se limitara a treinta y un aviones y, al mes siguiente, la orden se redujo a once máquinas.
Era un monoplano de ala alta de gran envergadura, implantada sobre una superestructura carenada situada sobre el casco y arriostrada por un juego de montantes en N a cada costado. Bajo cada ala aparecía un flotador fijo estabilizador y, el casco, íntegramente metálico y de dos redientes, soportaba sobre la sección de popa una unidad de cola bideriva. Estaba armado con una torreta dorsal con dos ametralladoras Darne cal. 7,5 mm, con otras dos más en barbetas laterales del tipo "mejilla" y dos en posiciones de cintura. Su tripulación variaba de entre 9 a 12 hombres.

## Historia operacional
El prototipo Antarès fue entregado a una nueva unidad, la Escadrille E8, formando su único equipo de vuelo, y el 20 de noviembre de 1939 se decidió instalar una torreta motorizada que albergaba dos ametralladoras cal. 7,5 mm, similar a la utilizada en los buques torpederos franceses.
El Antarès voló patrullas de largo alcance sobre el Atlántico hasta el 18 de junio de 1940. Posteriormente, ya con la fuerza aérea de la Marina de la Francia de Vichy, voló a Port Lyautey en el Protectorado francés de Marruecos donde fue entregado a la Escadrille E8, pasó a la Escadrille 6E el 1 de agosto de 1940 y a la Escadrille 4E en Dakar en septiembre de 1940. A partir de noviembre de 1942, el Antarès reanudó las patrullas sobre el Atlántico central y sur. El 2 de junio de 1943 operado por la Aeronavale de la Francia Libre hundió al submarino alemán Tipo IXB  U-105, a unas 35 millas de Dakar.
El avión finalmente fue dado de baja y desechado a finales de 1943, momento en el que había registrado 1800 horas de vuelo. No se completaron más hidroaviones Potez-CAMS 141 de producción.

## Variantes[1]
Potez (CAMS) 161
Proyecto de hidrocanoa trasatlántico de 20 plazas con una velocidad de crucero de 250 km/h y un alcance máximo de 6000 km propulsado por motores Hispano-Suiza 12Ydrs/frs de 860 hp.
Potez (CAMS) 160
Para evaluar el proyecto Potez (CAMS) 161 de 45,72 m de envergadura, la compañía construyó una réplica a un tercio del tamaño del 161.

## Características técnicas
Referencia datos: 

### Características generales
- Tripulación: 9-12
- Longitud: 24,31 m
- Envergadura: 41,01 m
- Altura: 7,85 m
- Superficie alar: 171,1 m²
- Peso vacío: 15031 kg
- Peso cargado: 23148 kg
- Peso máximo al despegue: 25900 kg
- Planta motriz: 2× Radial 14 cilindros en doble estrella, refrigerado por aire Hispano-Suiza 12Y-26/27[3].
  - Potencia: 655 kW (903 HP; 891 CV) cada uno.

### Rendimiento
- Velocidad nunca excedida (Vne): 320 km/h
- Velocidad crucero (Vc): 260 km/h
- Alcance: 2400 km
- Techo de vuelo: 5600 m (18400 pies)
- Carga alar: 135 kg/m²
- Potencia/peso: 0,12 kW/kg

### Armamento
- Ametralladoras: 6× ametralladoras Darne de 7,5 mm
- Bombas: hasta 1500 kg